# Isla Chinquío
Isla Chinquío, también conocida como la «isla de los Curas», es un islote chileno ubicado en la costa occidental del seno de Reloncaví, en la comuna de Puerto Montt, Región de Los Lagos. Desde 1944 pertenece al Colegio San Francisco Javier de Puerto Montt.

## Descripción
La isla se ubica en el seno de Reloncaví, en el norte de la bahía Chincui. Está a unos 100 m de distancia del continente —frente al balneario Chinquihue— y es próxima también a la entrada sur del canal Tenglo y de la isla Tenglo. Tiene una superficie aproximada de 4,2 hectáreas y, pese a su tamaño, abundante vegetación. En el sector norte tiene una punta de arena que en bajamar la conecta con el continente.
El islote es mencionado escuetamente por el explorador Francisco Vidal Gormaz en su obra Esploracion del seno de Reloncaví de 1872, como «la islita de Chinquiu, que forma un pequeño puerto a su lado occidental, en el cual se vacia el rio de su nombre, de corto curso i caudal». En su Diccionario jeográfico de Chile de 1924, Luis Risopatrón la describe —brevemente— como una «isleta» ubicada «en la parte N de la bahía del mismo nombre i ofrece un pequeño abrigo en su costado W, donde se vácia el rio de la misma denominacion».
La isla fue adquirida en 1944 por el Colegio San Francisco Javier de Puerto Montt, establecimiento educacional católico perteneciente a la Compañía de Jesús. Desde entonces, es utilizada por la comunidad educacional y jesuita para la realización de actividades escolares y ejercicios espirituales, además de ser un lugar de vacaciones para la orden jesuita.